# زوندهاوس
زوندهاوس (به فرانسوی: Sundhouse) یک کمون در فرانسه با جمعیت ۱٬۳۷۳ نفر است که در Canton of Marckolsheim واقع شده‌است.